# Мусихина, Екатерина Юрьевна
Екатери́на Ю́рьевна Муси́хина (род. 15 июля 1987, Свердловск) — российская тхэквондистка, член национальной сборной России.Бронзовый призёр Универсиады 2011, чемпионка России 2005, 2006, 2007 гг., серебряный призер чемпионата России 2008 г., серебряный призер командного Кубка Европы 2008 г., 5 место на Всемирной Универсиаде студентов 2005 г., 5 место на чемпионате Европы 2007 г., 2 место на международном турнире класса А. Неоднократная чемпионка международного турнира «Тай-Пэн». Выступает в весе до 57 кг.

## Интервью
- Магамедэмин Гаджиев: «Екатерина Мусихина теперь будет выступать за Владикавказ»
- Екатерина МУСИХИНА: Я пока в кураже.